# Endingen am Kaiserstuhl
Endingen am Kaiserstuhl ist eine Kleinstadt im Landkreis Emmendingen im Südwesten Baden-Württembergs.

## Geographie

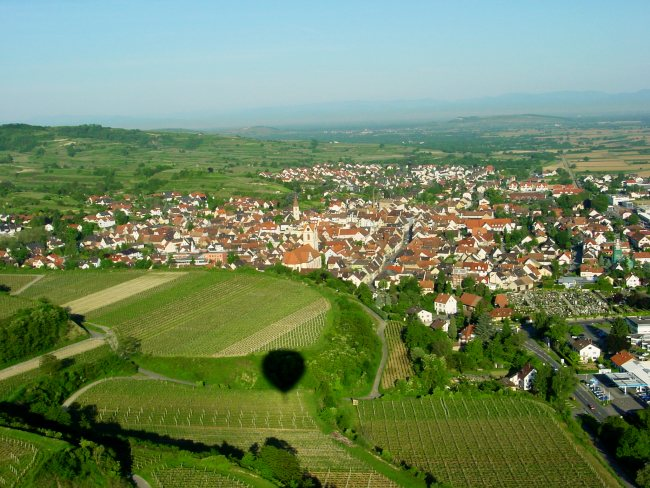
Luftbild von Endingen

### Lage
Endingen mit den dazugehörigen Winzerdörfern Amoltern, Kiechlinsbergen und Königschaffhausen liegt im Norden des Kaiserstuhles. Höchster Punkt der Gemeinde ist der im Süden der Kernstadt liegende Katharinenberg, auf dessen Spitze eine Kapelle steht. Mit 492,4 m ü. NHN ist der Katharinenberg der dritthöchste Gipfel des Kaiserstuhls.

### Geologie
Der Kaiserstuhl entstand durch die tektonische Aktivität des Oberrheingrabens. Grabenbruch führte hier zu verstärktem Vulkanismus, was zur Ausbildung mehrerer Schichtvulkane, die den Kaiserstuhl bildeten, führte. Der Katharinenberg in Endingen ist ein Beispiel dafür. Das Vulkangestein, das den Sockel des Kaiserstuhls bildet, wird größtenteils von eiszeitlichen Lössablagerungen bedeckt, und ist somit nicht überall sichtbar.

### Nachbargemeinden
Nachbargemeinden sind (von Westen im Uhrzeigersinn): Sasbach, Wyhl am Kaiserstuhl, Forchheim, Riegel, Bahlingen, alle im Landkreis Emmendingen, und Vogtsburg, Landkreis Breisgau-Hochschwarzwald.

### Klima
Die Stadt liegt in einer der wärmsten Gegenden Deutschlands, am Kaiserstuhl.
|                        | Jan  | Feb  | Mär  | Apr  | Mai  | Jun  | Jul  | Aug  | Sep  | Okt  | Nov  | Dez |   |      |
| Mittl. Temperatur (°C) | 3,4  | 4,8  | 6,9  | 10,5 | 14,7 | 19,2 | 21,1 | 20,0 | 15,5 | 10,7 | 6,4  | 4,1 | ⌀ | 11,5 |
| Mittl. Tagesmax. (°C)  | 6,2  | 8,1  | 12,8 | 17,0 | 20,7 | 25,4 | 27,5 | 26,4 | 22,6 | 16,3 | 10,7 | 7,9 | ⌀ | 16,8 |
| Mittl. Tagesmin. (°C)  | −1,1 | −0,4 | 1,3  | 3,7  | 8,4  | 12,9 | 13,8 | 13,0 | 9,2  | 5,6  | 2,1  | 0,3 | ⌀ | 5,8  |
|                        |      |      |      |      |      |      |      |      |      |      |      |     |   |      |
| Niederschlag (mm)      | 63   | 44   | 43   | 69   | 119  | 93   | 47   | 73   | 52   | 47   | 55   | 44  | Σ | 749  |
|                        |      |      |      |      |      |      |      |      |      |      |      |     |   |      |
| Sonnenstunden (h/d)    | 2,7  | 3,5  | 4,0  | 5,8  | 6,5  | 8,4  | 7,8  | 7,2  | 5,7  | 3,8  | 2,4  | 2,0 | ⌀ | 5    |
|                        |      |      |      |      |      |      |      |      |      |      |      |     |   |      |
| Regentage (d)          | 17   | 13   | 14   | 13   | 15   | 14   | 12   | 13   | 11   | 12   | 13   | 14  | Σ | 161  |

| −1,1 |

| −0,4 |

| 1,3 |

| 3,7 |

| 8,4 |

| 12,9 |

| 13,8 |

| 13,0 |

| 9,2 |

| 5,6 |

| 2,1 |

| 0,3 |

| −1,1 |

| −0,4 |

| 1,3 |

| 3,7 |

| 8,4 |

| 12,9 |

| 13,8 |

| 13,0 |

| 9,2 |

| 5,6 |

| 2,1 |

| 0,3 |

### Stadtgliederung
Endingen gliedert sich in die Kernstadt u. die drei Stadtteile Amoltern, Kiechlinsbergen und Königschaffhausen. Diese bilden zugleich Ortschaften im Sinne der baden-württembergischen Gemeindeordnung mit eigenem Ortschaftsrat und Ortsvorsteher als dessen Vorsitzendem. In den Ortschaften sind jeweils Verwaltungsstellen mit der Bezeichnung „Ortschaftsamt“ eingerichtet. Die offizielle Benennung der Stadtteile erfolgt durch vorangestellten Namen der Stadt und durch Bindestrich verbunden nachgestellt die Namen der Stadtteile. Die Stadtteile sind räumlich identisch mit den ehemaligen Gemeinden gleichen Namens. Das Stadtgebiet ist zudem in die vier Wohnbezirke im Sinne der baden-württembergischen Gemeindeordnung Wohnbezirk I (Endingen), Wohnbezirk II (Amoltern), Wohnbezirk III (Kiechlinsbergen) und Wohnbezirk IV (Königschaffhausen) unterteilt. Zu den drei Stadtteilen gehören jeweils nur die gleichnamigen Dörfer. Zur Stadt Endingen in den Grenzen von 1970 gehört die Stadt Endingen und das Gehöft Wilhelmshöfe.

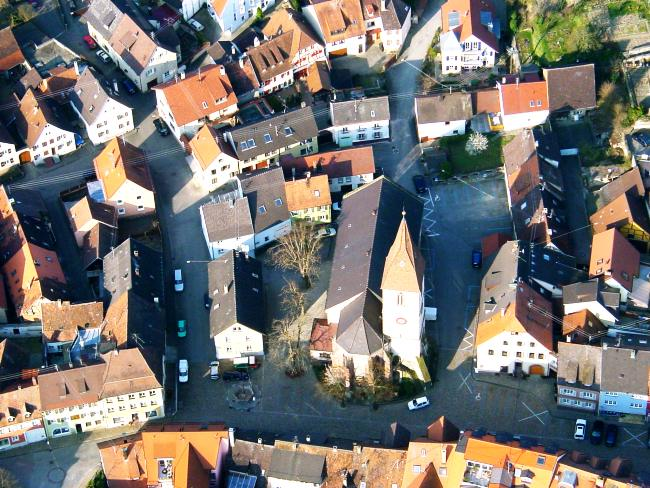
Endingen
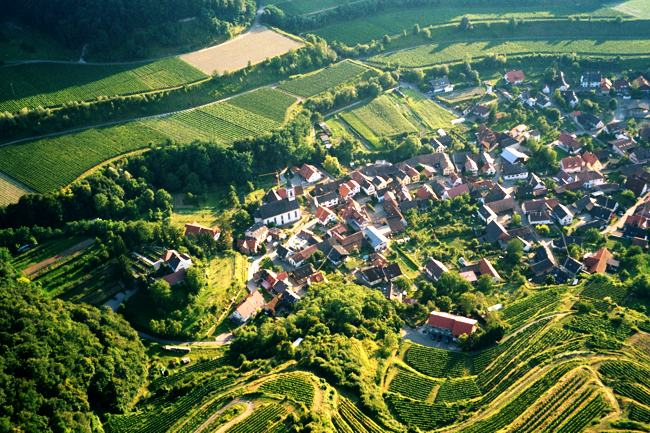
Amoltern
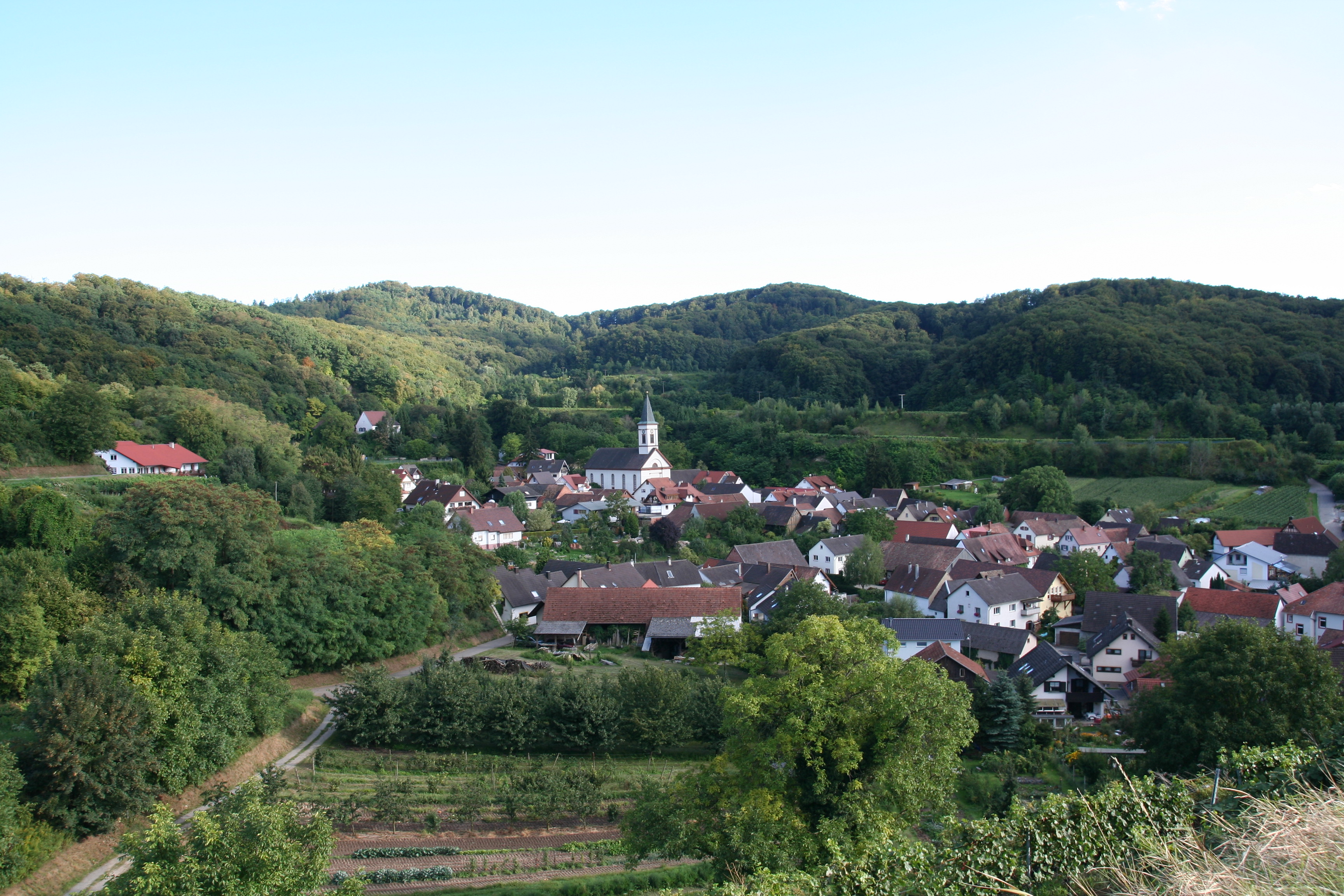
Amoltern mit Kirche von Christoph Arnold
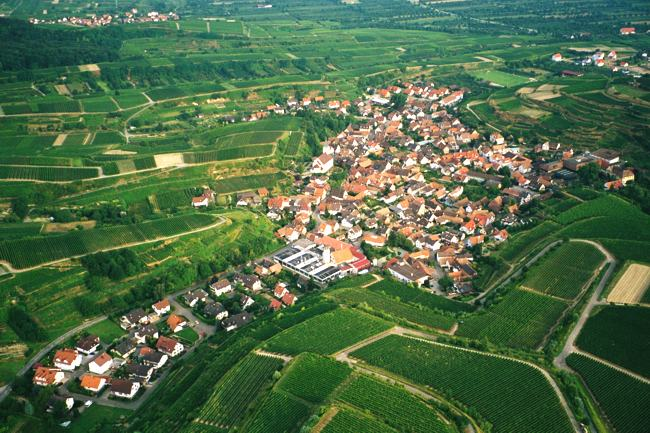
Kiechlinsbergen
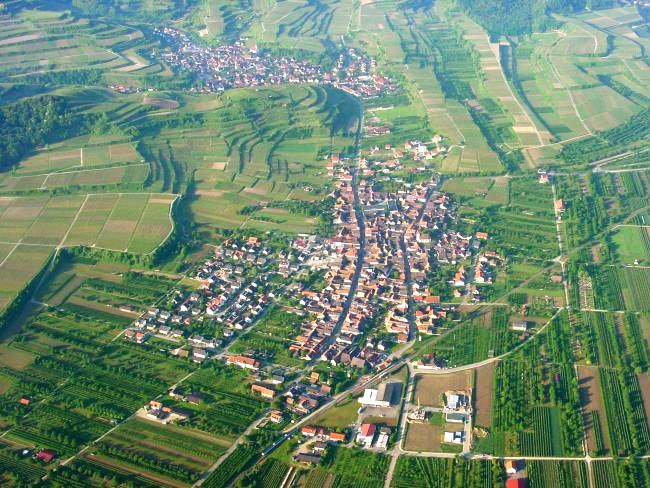
Königschaffhausen

## Geschichte

### Endingen
Endingen wurde erstmals 862 urkundlich erwähnt. Es gehörte mehrere Jahrhunderte zum Besitz der Herren von Endingen, die ihren Sitz auf der nahegelegenen Koliburg hatten, bis es an die Herren von Üsenberg überging, die Endingen zwischen 1285 und 1286 die Stadtrechte verliehen. Nachdem die Üsenberger 1379 ausstarben, wurden 1425 die Küchlin mit ihr belehnt, kam die Stadt in habsburgischen Besitz und wurde Vorderösterreich zugeordnet, wobei sie Anfang des 15. Jahrhunderts kurzzeitig den Status einer freien Reichsstadt hatte.
1751 fand in Endingen einer der letzten Hexenprozesse in Europa statt: am 24. April wurde Anna Schnidenwind auf dem Scheiterhaufen verbrannt. Nach dem Frieden von Pressburg 1805 kam Endingen mit dem gesamten bisher vorderösterreichischen Breisgau an Baden.
Die Endinger Bürgerschaft ist sehr traditionsbewusst. Altes Brauchtum hat sich bis in die heutige Zeit erhalten. Seit Jahrhunderten wird in Endingen an Heiligabend während des Schlagens der Kirchenglocken zur Mitternacht aus den vielfach vorhandenen Brunnen das fließende Wasser geholt und als „Heiliwog“ getrunken. Dazu wird der Spruch gesagt: „Heiliwog – Gottes Gob, Glick ins Hüs – Unglick nüs!“ „(Heiliwog – Gottes Gabe, Glück ins Haus, Unglück raus)“
1843 wanderten 358 Bürger aus der Gegend des Kaiserstuhls über Le Havre nach Colonia Tovar, Venezuela aus, vornehmlich aus Endingen am Kaiserstuhl, Forchheim (Kaiserstuhl), Wyhl und Oberbergen. Dort wurden sie nach einigen Wirren an ihrem heutigen Ort angesiedelt. Die Bauern pflanzten Gemüse und Obst an und brauten auch das erste Bier Venezuelas; sie bauten ihre Häuser im Fachwerkstil.
In dem Ort feierte man jahrhundertelang das Gedenken an einen angeblichen jüdischen Ritualmord an einer vierköpfigen Bettlerfamilie aus dem Jahr 1462 und die in diesem Zusammenhang erfolgte Verbrennung von mindestens drei Juden 1470. Noch bis ins Jahr 1967 stellte man dazu in der Pfarrkirche St. Peter die präparierten Leichname der „Unschuldigen Kinder von Endingen“ zur Schau. Der mittlerweile leere Sarkophag ist noch vorhanden (2012), über dem rechten Seitenaltar zeigt – über dem hl. Sebastian – ein kleines Bild die beiden vermeintlich getöteten Kinder. Auch auf der 1714 gegossenen Glocke Osanna sind sie abgebildet. Die Aufklärung dieser Ritualmord-Geschichte beruht im Wesentlichen auf den Forschungen von Karl Kurrus (1911–1993), der den Anstoß dazu 1962 von der vor den Nazis geflohenen und seit 1939 in den USA lebenden Toni Oelsner erhalten hatte. Oelsner sorgte auch dafür, dass die Ergebnisse von Kurrus' Recherchen in den USA bekannt wurden.
Mit Ausnahme von Kiechlinsbergen, das vor der Eingemeindung zum ehemaligen Landkreis Freiburg gehörte, war die Stadt seit der Zugehörigkeit zum Land Baden Teil des Landkreises Emmendingen.

### Eingemeindungen

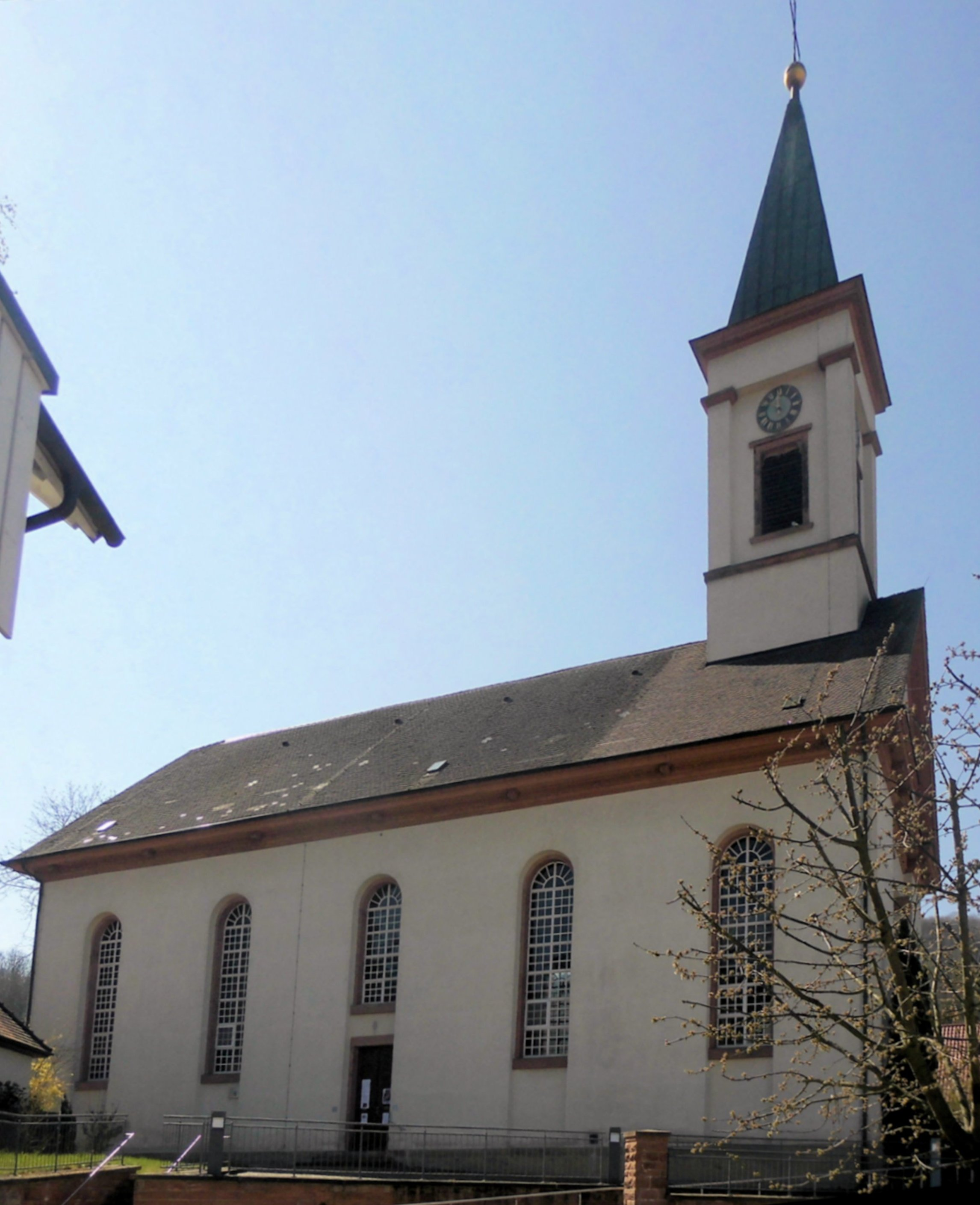
Kirche St. Vitus im Ortsteil Amoltern

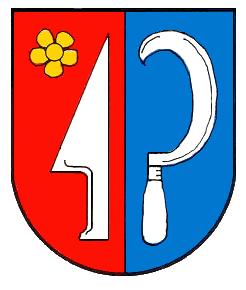
Amoltern
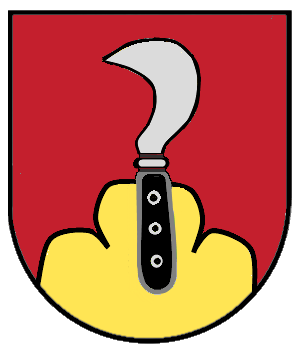
Kiechlinsbergen
Königschaffhausen

- 1. Dezember 1971: Amoltern[8]
- 1. Januar 1974: Kiechlinsbergen[9]
- 1. Januar 1975: Königschaffhausen[9]

## Politik

### Gemeinderat

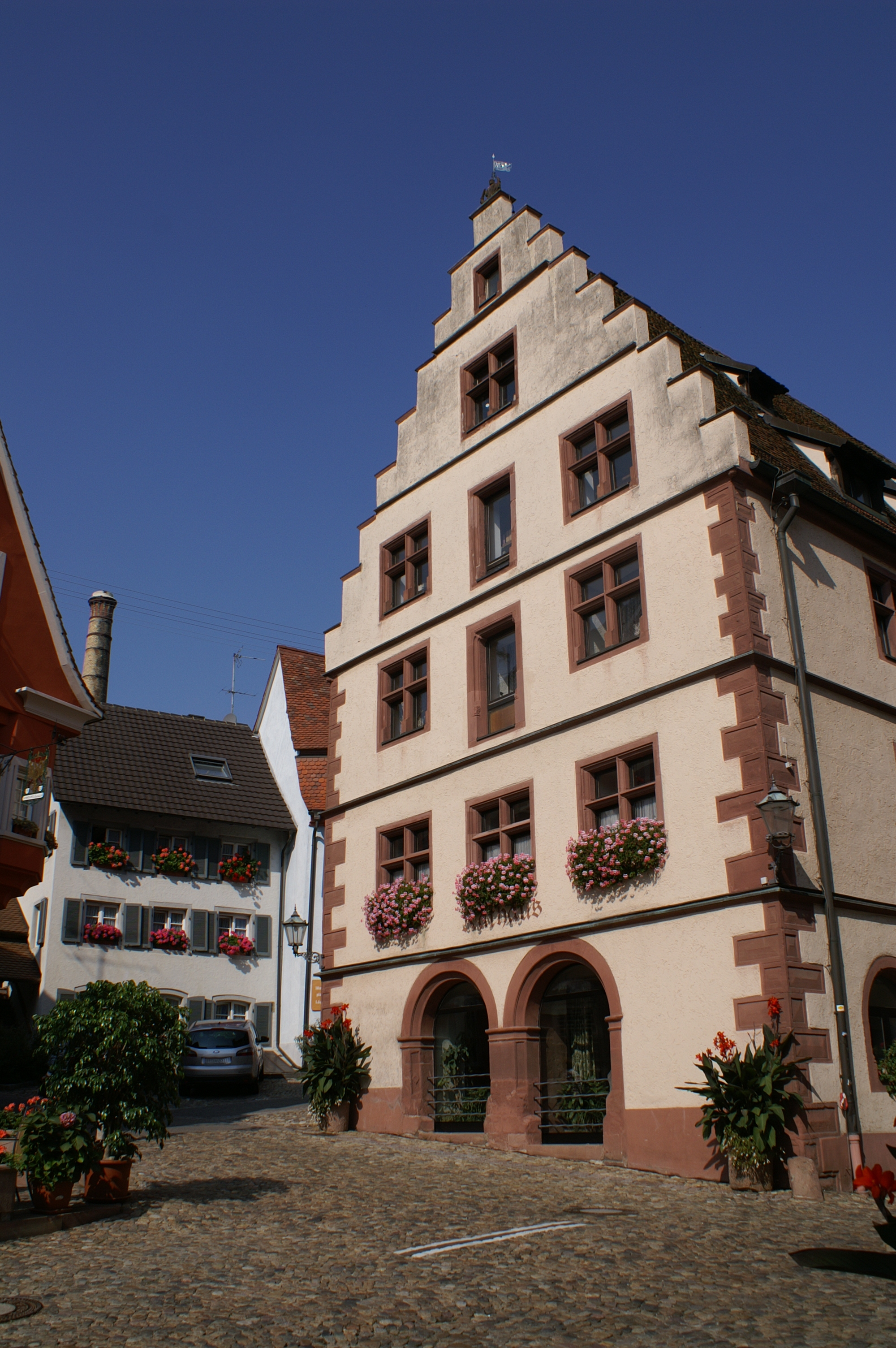
Rathaus in Endingen

Die Kommunalwahl am 9. Juni 2024 ergab bei einer Wahlbeteiligung von 62,0 % (− 1,6) folgende Verteilung der jetzt 24 Sitze (− 1) im Gemeinderat der Stadt Endingen:
| Partei / Liste                    | Stimmenanteil | G/V %p | Sitze | G/V |
| CDU                               | 32,8 %        | + 3,7  | 8     | + 1 |
| GRÜNE                             | 19,4 %        | − 4,3  | 3     | − 2 |
| SPD                               | 7,4 %         | − 1,4  | 2     | ± 0 |
| Endinger Bürgergemeinschaft (EBG) | 25,7 %        | − 3,1  | 6     | − 1 |
| Die Unabhängigen (DU)             | 20,0 %        | + 3,1  | 5     | + 1 |

### Jugendgemeinderat
Ab 2010 gab es in Endingen einen Jugendgemeinderat, nachdem zuvor die damalige SPD-Landtagsabgeordnete Marianne Wonnay zusammen mit der örtlichen Hauptschule die Idee ins Leben gerufen hatte. Der Jugendgemeinderat vertrat alle Jugendlichen im Alter zwischen 14 und 18 Jahren.
Der Jugendgemeinderat verlor immer mehr an Bedeutung, sodass die geplante Wahl im Herbst 2017 nicht stattgefunden hat. Der Jugendgemeinderat wurde nicht erneut gewählt und aufgelöst.

### Wappen
Die Blasonierung des Wappens lautet: „In gespaltenem Schild vorn in Rot ein silberner Balken, hinten in Blau ein silberner Flügel (der sogenannte Üsenberger Flug).“

### Städtepartnerschaften
Seit 1970 pflegt Endingen eine Partnerschaft mit der elsässischen Stadt Erstein in Frankreich, nur etwa 30 Kilometer rheinabwärts auf der anderen Seite des Rheins. Freundschaftliche Beziehungen gibt es auch zur französischen Gemeinde Coulonges-sur-l’Autize in der Region Nouvelle-Aquitaine im Westen Frankreichs. Zur Gemeinde Colonia Tovar in Venezuela, die zum Teil von Auswanderern aus Endingen mitgegründet wurde, werden ebenfalls Kontakte gepflegt.

## Wirtschaft und Infrastruktur

### Landwirtschaft
Der Weinbau spielt, wie überall im Kaiserstuhl, eine herausragende Rolle. In jeder Ortschaft und in der Kernstadt gibt es eine Winzergenossenschaft. Ferner sind in der Gemeinde mehrere unabhängige Weingüter ansässig. Besonders Königschaffhausen ist für seinen Kirschanbau bekannt.

### Verkehr

#### Bahnverkehr
Endingen liegt an der Kaiserstuhlbahn, im Stadtgebiet gibt es zwei Bahnhöfe, in Endingen und im Ortsteil Königschaffhausen.

##### Bahnhof Endingen
Der Bahnhof Endingen ist Betriebsmittelpunkt der Kaiserstuhlbahn. Sie wurde von 2017 bis 2021 elektrifiziert und wird seither von zwei Linien im Netz der Breisgau-S-Bahn bedient.
Die S5, betrieben von der SWEG, verbindet stündlich den Bahnhof Riegel-Malterdingen an der Rheintalbahn über Endingen mit Breisach am Rhein.
Die S11, von DB Regio betrieben, startet in Endingen und führt über Riegel Ort und Gottenheim im 30-Minuten-Takt zum Freiburger Hauptbahnhof. Danach im Wechsel weiter nach Kirchzarten oder Neustadt (Schwarzwald) über Titisee.
Samstags, Sonntags und Feiertags verkehrt sie im Wechsel bis Neustadt (Schwarzwald) oder weiter bis Villingen (Schwarzwald) über Donaueschingen.

##### Bahnhof Königschaffhausen
Am Bahnhof Königschaffhausen hält die S5 stündlich in Richtung Riegel-Malterdingen und Breisach.

#### Radverkehr
Durch Endingen und den Ortsteil Königschaffhausen verläuft als Landes-Radfernweg der Badische Weinradweg. Er führt von Grenzach-Wyhlen am Hochrhein nach Laudenbach im Norden Baden-Württembergs, dabei werden sieben der neun badischen Weinanbaugebiete untereinander verbunden. Ab Schallstadt gibt es zwei Varianten: Am Tuniberg entlang nach Ihringen und über den Kaiserstuhl nach Sasbach am Kaiserstuhl, Endingen und Riegel oder weiter am Rande des Rheintals über Freiburg und Emmendingen. Die Varianten treffen sich in Malterdingen wieder, danach führt die Route meist oberhalb des Rheintals weiter Richtung Kippenheim und nach Lahr.

#### Straßenanbindung
Endingen liegt südlich der L 113 (neu). Bis 2007 ging die Landesstraße durch den Ort.
Entfernungen:
- Freiburg im Breisgau (ICE-Halt): 25 km
- Basel: 80 km
- Mülhausen im Elsass (int. Flughafen Basel-Mülhausen): 70 km
- Bundesautobahn 5 (Karlsruhe–Basel): 5 km

### Ansässige Unternehmen
VollherbstDruck produziert mit 120 Mitarbeitern Etiketten für Weine aus aller Welt.
Die Südwestdeutsche Verkehrs AG betreibt in Endingen ein Betriebszentrum für Schienenfahrzeuge und Busse.
Die 1856 gegründete Buchhandlung Vollherbst-Koch ist der älteste Endinger Einzelhändler.
Das Unternehmen Keller Blechtechnik (gegründet 1901) ist ein Spezialist in der industriellen Blechbearbeitung.
Rilit Lackfabrik GmbH entwickelt und produziert mit seinen 50 Mitarbeitern Lacksysteme für den Stahlbau, Automotive und Sonderlösungen.
ekp coatings GmbH ist ein Spezialist für Verpackungslacke in der Lebensmittelbranche & Pharma.
BEO Software (gegründet 1987 durch Clemens Sexauer) ist ein Spezialist für Versand- und Zollsoftware.
VCM Morgenthaler GmbH (VCM Gruppe) ist eine der größten Möbelmarken im europäischen E-Commerce und hat seit 2015 den Hauptsitz in Endingen.

### Bildung
Für Kinder im Vorschulalter gibt es in der Kernstadt drei Kindergärten (Regenbogen, St. Elisabeth und Maria Quell) und in den Winzerdörfern je einen Kindergarten. Das Endinger Schulzentrum umfasst die Grundschule am Erle, die Klassen 5 bis 7 der Werkrealschule „Nördlicher Kaiserstuhl“ (Werkrealschule gemeinsam mit der Gemeinde Wyhl) sowie die Stefan-Zweig-Realschule. Die Maria-Sibylla-Merian-Grundschule in Kiechlinsbergen und Königschaffhausen nimmt Grundschüler aus den Dörfern Kiechlinsbergen und Königschaffhausen auf. Dort befindet sich auch eine Grundschulförderklasse. Darüber hinaus gibt es noch die Albert-Schweitzer-Förderschule, die sich um lernschwache Schüler kümmert und deren Bildungsangebot seit dem Jahr 2005 zur Ganztagsschule ausgebaut wurde.

### Gerichte
Die Stadt Endingen gehört zum Gerichtsbezirk des Amtsgerichts Kenzingen.

## Kultur und Sehenswürdigkeiten

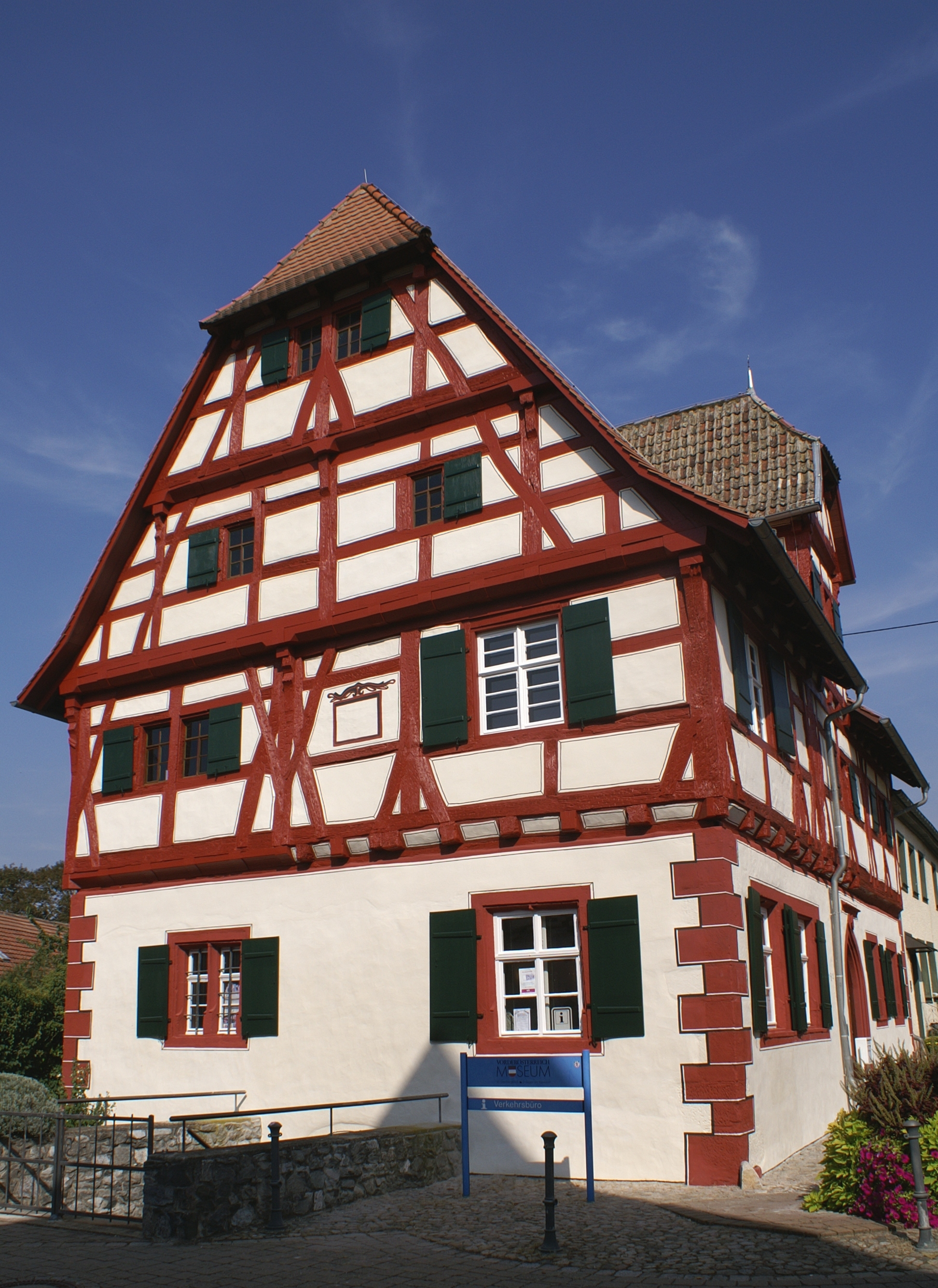
Vorderösterreich-Museum im Üsenberger Hof

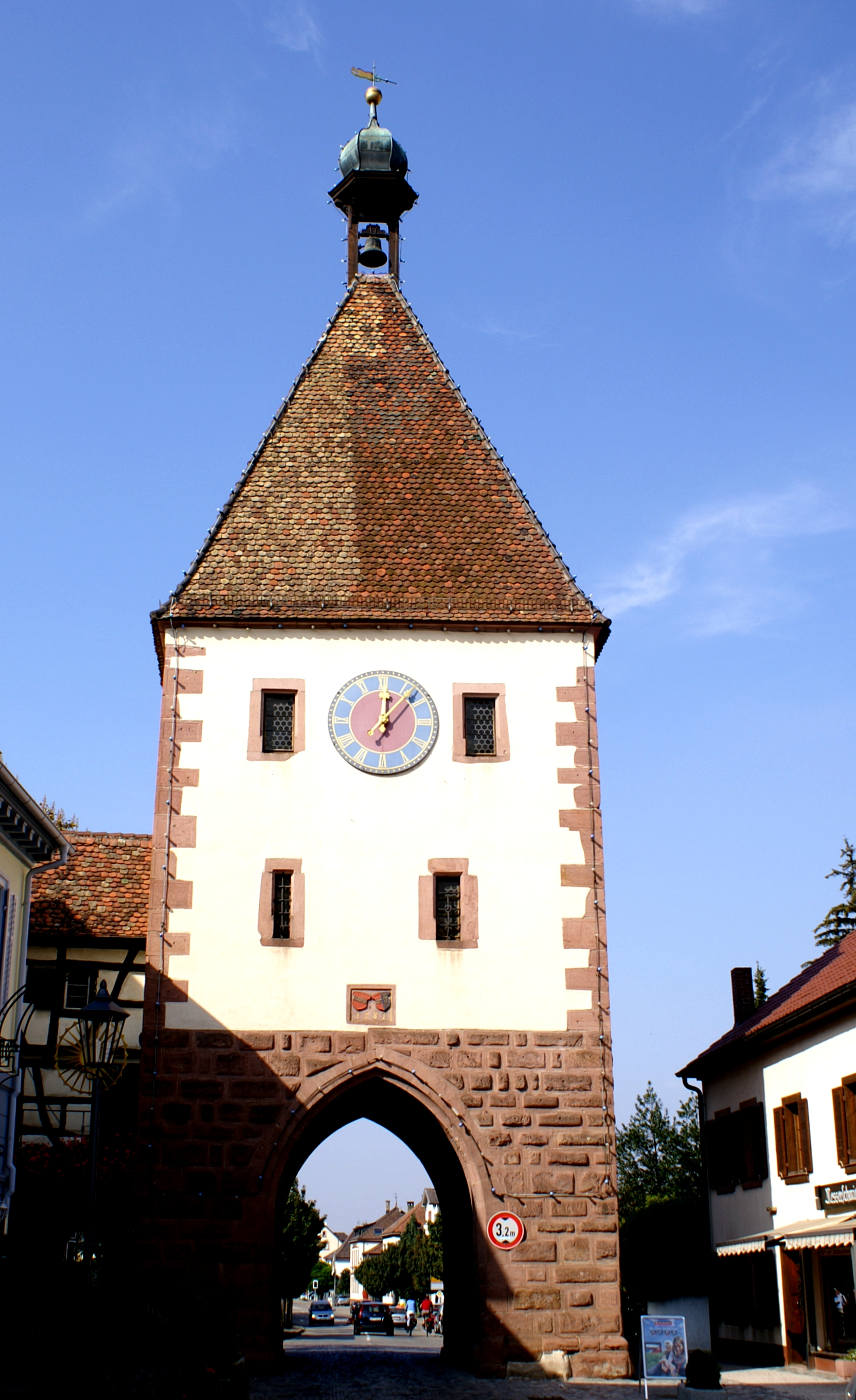
Königschaffhausener Tor

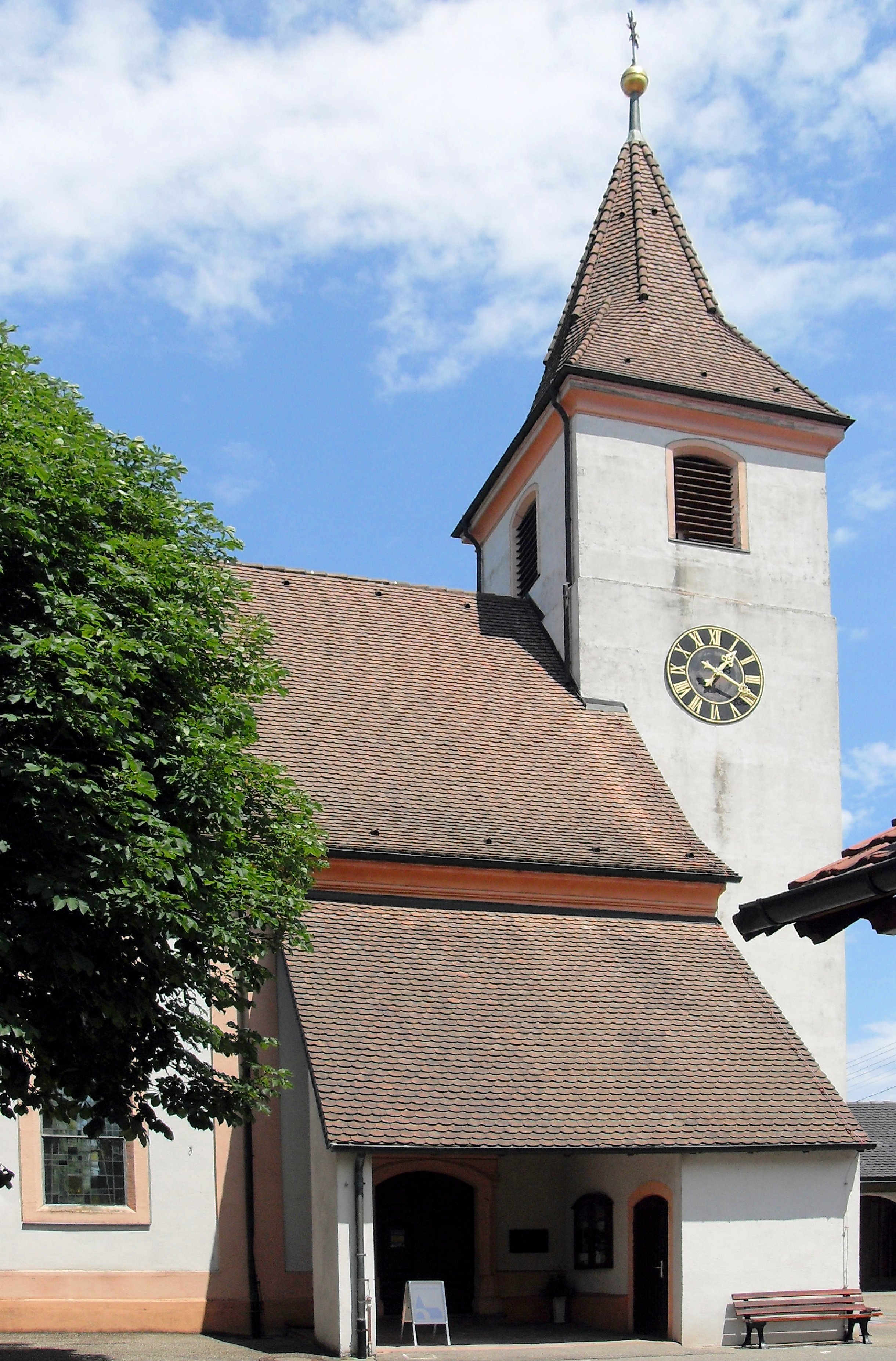
Evangelische Kirche Königschaffhausen

### Wichtige Gebäude
- Üsenberger Hof
- Kornhaus von 1617 (im Volksmund „Laübä“ genannt), heute Rathaus
- Königschaffhauser Tor (im Volksmund „Torli“ genannt)
- Pfarrkirche St. Peter mit einer Orgel von Johann Ferdinand Balthasar Stieffell
- Wallfahrtskirche St. Martin
- St. Petronilla in Kiechlinsbergen ist eine klassizistische römisch-katholische Kirche mit teils barocker, teils neobarocker Ausstattung.
- St. Katharinenkapelle auf dem Katharinenberg, deren 22,5 m hoher Kirchturm als Aussichtsturm bestiegen werden kann.[17]
- Dorfkirche Königschaffhausen mit einer Orgel von Georg Marcus Stein[18]

### Theater
Das Privattheater Deutsche Kammerschauspiele, gegründet 1967 von Georg A. Weth in St. Blasien, hat unter der Leitung von Annette Greve, seinen Sitz seit dem Jahr 2000 in Endingen. Im Jahre 2005 etablierte das Theater mit der Produktionsgruppe StadtErlebnisEndingen eine Bürgerbühne, die unter dem Titel „Sag', wem gehört die schöne Stadt?“ ein Theaterstück zur Geschichte von Endingen aufführt.
Ebenso führt die Kolping-Familie seit Generationen alljährlich im Januar ein Theaterstück in Kaiserstühler Mundart auf.

### Museen
- Kaiserstühler Heimatmuseum
- Vorderösterreich Museum im Üsenberger Hof Endingen
- Historische Zunftstube mit Fastnachtsmuseum im Königschaffhauser Tor
- Käsereimuseum Endingen
- Kirschenmuseum im Winzerdorf Königschaffhausen
- Heimatmuseum im Winzerdorf Kiechlinsbergen

Endingen ist eine Haltestelle der Museumsbahn Rebenbummler.

### Gedenkstätten
Ein Ehrenmal an der Nordwand des Turmes der St.-Martins-Kirche für die Toten der Weltkriege enthält auch den Namen des jüdischen Mitbürgers Siegfried Hauser, der am Marktplatz 19 ein Konfektions- und Wäschegeschäft betrieben hatte, bevor er in einem KZ ermordet wurde.

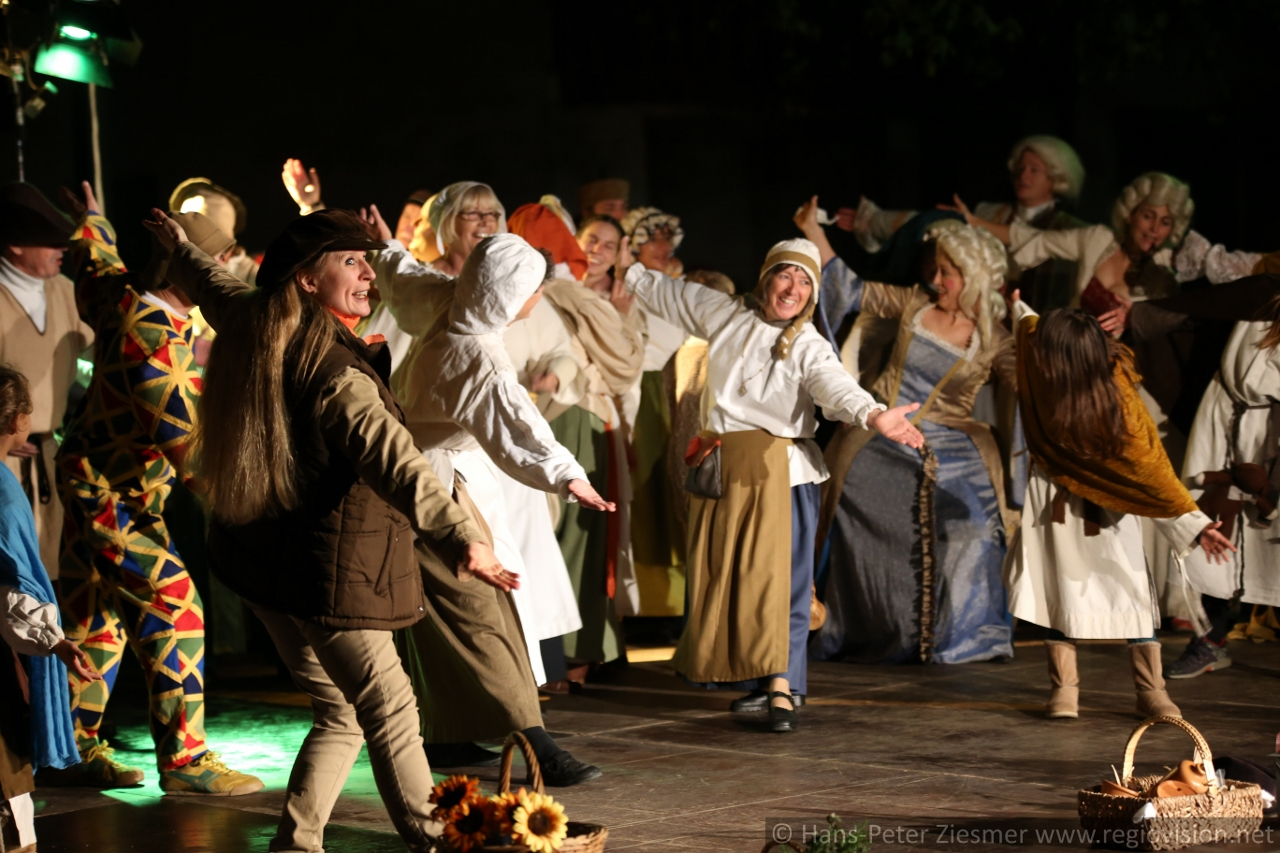
StadtErlebnisEndingen „Sag', wem gehört die schöne Stadt?“

### Musik
Die Stadtmusik Endingen ist ein Sinfonisches Blasorchester. 1982 besuchte die Stadtmusik Colonia Tovar in Venezuela. Im Jahre 2003 feierte die Stadtmusik ihr 250-jähriges Jubiläum. Von 1928 bis 1960 war Albert Witzenhausen aus Freiburg Dirigent der Stadtkapelle. 1960 wurde Witzenhausen von Johannes Meybrunn (1928–2012) aus Hochdorf abgelöst, der dieses Amt bis zum Jahre 1989 innehatte. Dirigiert wurde die Stadtmusik anschließend von 1991 bis 2018 von Martin Baumgartner (* 1962) aus Vogtsburg-Oberbergen. Seit 2019 wird die Stadtmusik von Fabio Croce (* 1970) musikalisch geleitet. 2008 unternahm die Stadtmusik eine 10-tägige Konzertreise nach Japan. Gastdirigenten waren schon Jan Van der Roost aus Belgien (2003 Uraufführung von Vulcano), Otto M. Schwarz aus Österreich (2007 mit dem Stück Dragon Fight) und erneut Jan Van der Roost (2009 Ballade für Bassposaune). Präsident des Orchesters ist der jeweils amtierende Bürgermeister. Angeschlossen ist auch eine Jugendkapelle, in der die Kinder und Jugendlichen auf das gemeinsame Musizieren vorbereitet werden. Das Jahreskonzert findet jedes Jahr eine Woche vor Ostern am Palmsamstag statt.
Neben der Stadtmusik gibt es in Endingen den Bürgerwehr-Spielmannszug, der von einem Tambourmajor geleitet wird. Neben den Musikern gehören zum Spielmannszug Standartenträger, Marketenderinnen- und eine Bürgerfrauengruppe. Eine musikalische Gruppierung ist die Trommelgruppe „Black-Eagle Drumline“.
In der Stadt gibt es auch zwei Gesangvereine, die MGV Singgemeinschaft und die Chorvereinigung „Amicitia“ von 1845. Ebenso gibt es einen katholischen und einen evangelischen Kirchenchor.

### Regelmäßige Veranstaltungen

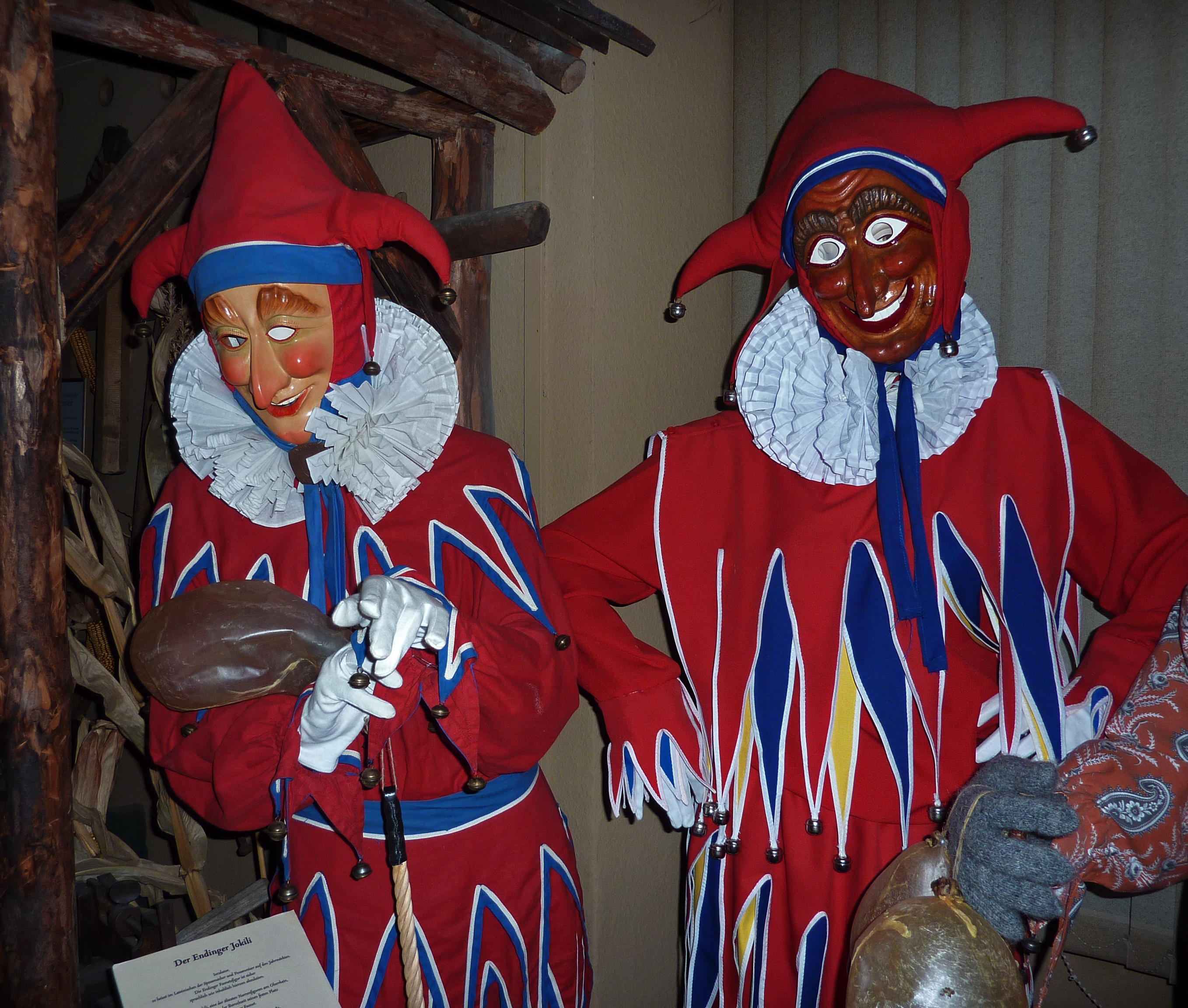
Häs der Endinger Jokili

In der ehemals vorderösterreichischen Stadt hat sich altes Fasnetbrauchtum erhalten, das sich durch die Jahrhunderte hindurch zurückverfolgen lässt. An den närrischen Tagen dreht sich alles um den Jokili, die zentrale Gestalt der historischen Fastnachtsfeier. Der Endinger Jokili zählt zweifelsohne zu den ältesten Narrenfiguren am Oberrhein. Bereits für das Jahr 1782 ist die Brauchfigur und mit ihr eine Fasnetszunft belegt.
Am Sonntag nach dem Feiertag Christi Himmelfahrt treffen sich in der Altstadt die Bücher- und Musikfreunde Badens beim „Endinger Büchermarkt“. Der seit 2006 aus Anlass des 150-jährigen Jubiläums einer ortsansässigen Buchhandlung durchgeführte Markt gilt heute als der größte Büchermarkt Badens. Verkauft werden antiquarische und gebrauchte Bücher, Grafik und alles aus Papier. Die Veranstaltung, der eine CD- und Schallplattenbörse angeschlossen ist, wird regelmäßig von über 10.000 Bücherfreunden besucht. Die bis zu 200 Marktbeschicker kommen aus Baden, Württemberg, der Pfalz, dem Elsass und der Schweiz.
Immer am 1. Sonntag nach dem 1. Mai (Maifeiertag) findet der traditionelle Schützenaufzug statt, ausgerichtet von der Schützengesellschaft von 1648. Die Schützenschwestern und -brüder treffen sich um die Mittagszeit vor dem „Torli“, um anschließend gemeinsam mit der Stadtmusik Endingen mit klingendem Spiel durch die Stadt zum Schützenhaus zu ziehen, wo im Anschluss das Schützenfest mit Bewirtung und Jedermann-Schießen stattfindet.
„Rugili“: Im Monat Mai findet an jedem Sonn- und Feiertag frühmorgens ab 6 Uhr der Verkauf von Maibrezeln statt. Die Schützengesellschaft hat ein Jahrhunderte altes Recht auf diesen Verkauf. Die Brezeln können ausgewürfelt oder „gerugelt“ werden, d. h. mit einer Kugel im Kreis herum rollen. Wer die höchste Zahl gewürfelt oder gerugelt hat, hat die Brezel gewonnen.
Unter dem Titel Sag, wem gehört die schöne Stadt führten Endinger Bürger mehrere Jahre unter der Leitung von Georg A. Weth und Annette Greve von den Deutschen Kammerschauspielen eine gespielte Stadtgeschichte auf verschiedenen Plätzen auf.
In Königschaffhausen findet seit den 1950er-Jahren jedes Frühjahr das Kirschenfest mit Wahl der Kirschenkönigin und zwei Prinzessinnen statt. Jedes zweite Wochenende im April findet anlässlich der Kirschblüte eine kulinarische Wanderung statt.
Nur alle drei Jahre findet der „Alemannische Brotmarkt“ in der Endinger Altstadt statt. Hier bieten Bäcker und Genusshandwerker aus Baden, dem Elsaß, Vorarlberg und der Schweiz ihre Brotspezialitäten an Marktständen feil. Höhepunkt des Brotmarkts ist der Festumzug am Sonntag, an dem sich die Bäckerzunft, Endinger Vereine und Gäste beteiligen. Der nächste Brotmarkt ist im Oktober 2025 geplant.

### Sport
In Endingen gibt es einen Fußballverein, einen Turnverein, einen Tischtennisclub, einen Volleyballverein und einen Tennisclub. Die Erste Mannschaft des Fußballvereins SV Endingen ist in der Saison 2010/11 in die Verbandsliga Südbaden aufgestiegen.
In der Saison 2021/22 folgte der Abstieg in die Landesliga.
Die Jugend des SV Endingen gewann in der Saison 2011/12 zwei Meistertitel. Die B- und A-Jugend steigen in die Bezirksliga auf.

## Persönlichkeiten

### Ehrenbürger
- Helmut Eitenbenz (* 1939), Bürgermeister 1967–1995, Honorarkonsul a. D.[23]

### Söhne und Töchter der Stadt
- Augustin Tünger (1455–nicht nach 1520), Autor der ersten deutschen Sammlung von 'Fazetien'[24]
- Johann Nepomuk Biechele (1762–1829), Stadtpfarrer in Karlsruhe und Freiburg
- Franz Karl Grieshaber (1798–1866), Germanist und Handschriftensammler
- Otto Waenker von Dankenschweil (1808–1885), Reichstagsabgeordneter (Zentrum)
- Wilhelm Benitz (1815–1876), Kalifornien-Kolonisator, Rancher und Besitzer des ehemaligen russischen Fort Ross in Kalifornien[25]
- Carl Schulz (1831–1884), Lithograf, Fotograf und Verleger.
- Wilhelm Hug (1880–1966), Forstmann und NSDAP-Politiker, von 1933 bis 1945 Leiter der badischen Forstverwaltung
- Otto Hüglin (1857–1943), Geschäftsmann und Hotelbesitzer
- Ludwig Wenzler (* 1938), römisch-katholischer Theologe
- Gerdi Staiblin (* 1942), Ortsteil Königschaffhausen, Politikerin (CDU), baden-württembergische Ministerin für Ernährung und Ländlichen Raum (1996–2001)
- Norbert Stertz (* 1965), Solohornist und Professor für Horn
- Marcel Schwehr (* 1966), Politiker (CDU) und Landtagsabgeordneter 2006–2016
- Jasmin Staiblin (* 1970), Managerin, wurde in Endingen geboren und wuchs in Königschaffhausen auf

### Personen mit Bezug zur Stadt
- Anna Schnidenwind (1688–1751) war eine der letzten Frauen, die in Deutschland als Hexe öffentlich hingerichtet wurde.
- Karl Ignaz Hummel (1898–1954) gen. Oskar Daubmann, Hochstapler
- Marc Terenzi (* 1978), Sänger
- Gyula Lóránt (1923–1981) Bundesligatrainer